# Mike Vrabel
Michael George Vrabel (Akron, 14 agosto 1975) è un ex giocatore di football americano e allenatore di football americano statunitense che ha giocato 14 stagioni nella National Football League, vincendo 3 Super Bowl coi New England Patriots, di cui è il capo-allenatore dal 2025.

## Carriera da giocatore

### Pittsburgh Steelers
Vrabel al college ha giocato negli Ohio State Buckeyes squadra rappresentativa, dell'Università statale dell'Ohio. Al draft NFL 1997 è stato selezionato come 91ª scelta dai Pittsburgh Steelers. Ha debuttato nella NFL il 31 agosto 1997 contro i Dallas Cowboys indossando la maglia numero 56. Con gli "Steelers" ha giocato ben 51 partite in 4 anni senza mai giocarne una da titolare.

### New England Patriots
All'inizio della stagione 2001 passa ai Patriots dove al contrario dei suoi precedenti anni, diventa un perno fondamentale della difesa. Inoltre negli otto anni passati con i Patriots viene utilizzato anche in azioni d'attacco come tight end, mettendo a segno anche 2 touchdown nei Super Bowl.

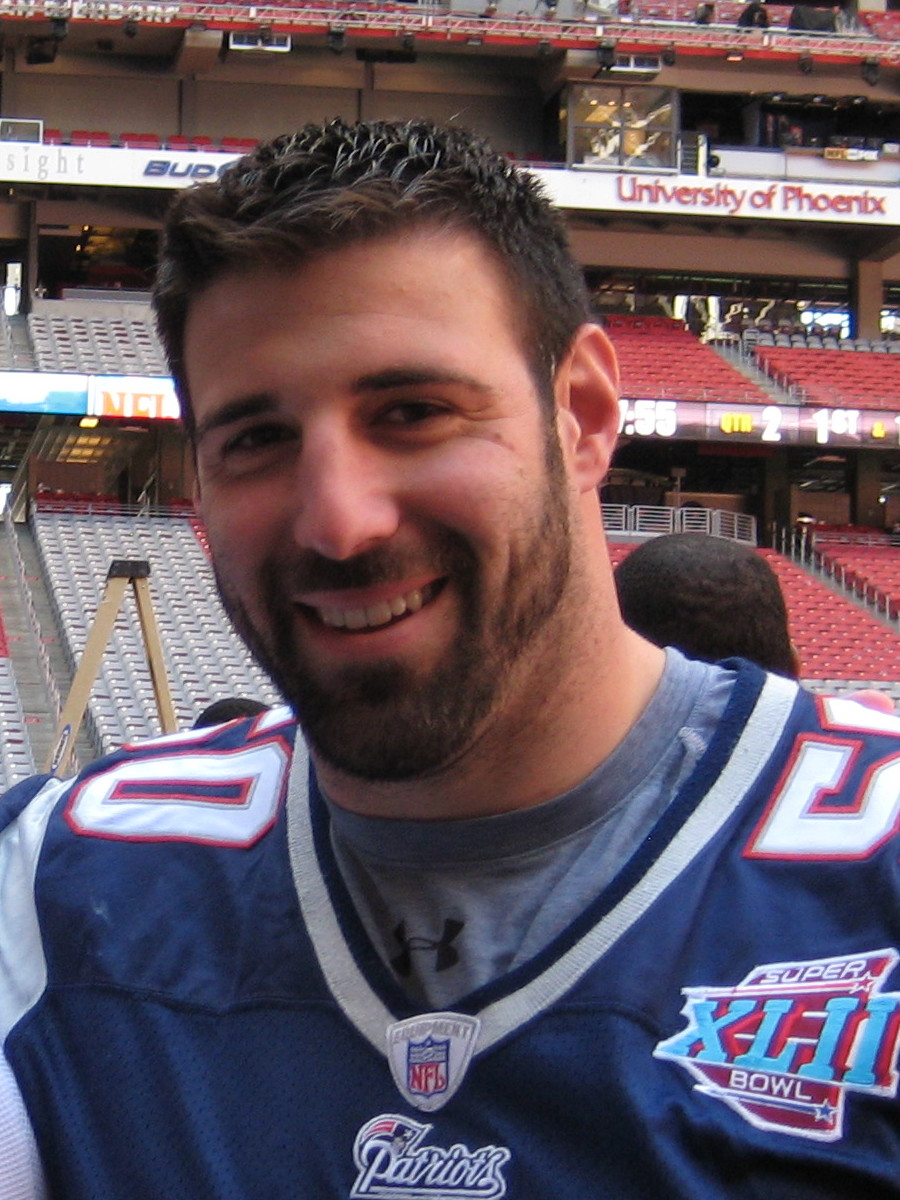
Vrabel nel Super Bowl XLII

### Kansas City Chiefs
Il 28 febbraio 2009 passa ai Kansas City Chiefs insieme al suo compagno di squadra Matt Cassel in cambio della 34ª scelta del draft 2009. Si è ritirato dopo la stagione 2010.

## Carriera da allenatore

### Tennessee Titans
Il 20 gennaio 2018, Vrabel venne assunto come nuovo capo-allenatore dei Tennessee Titans.

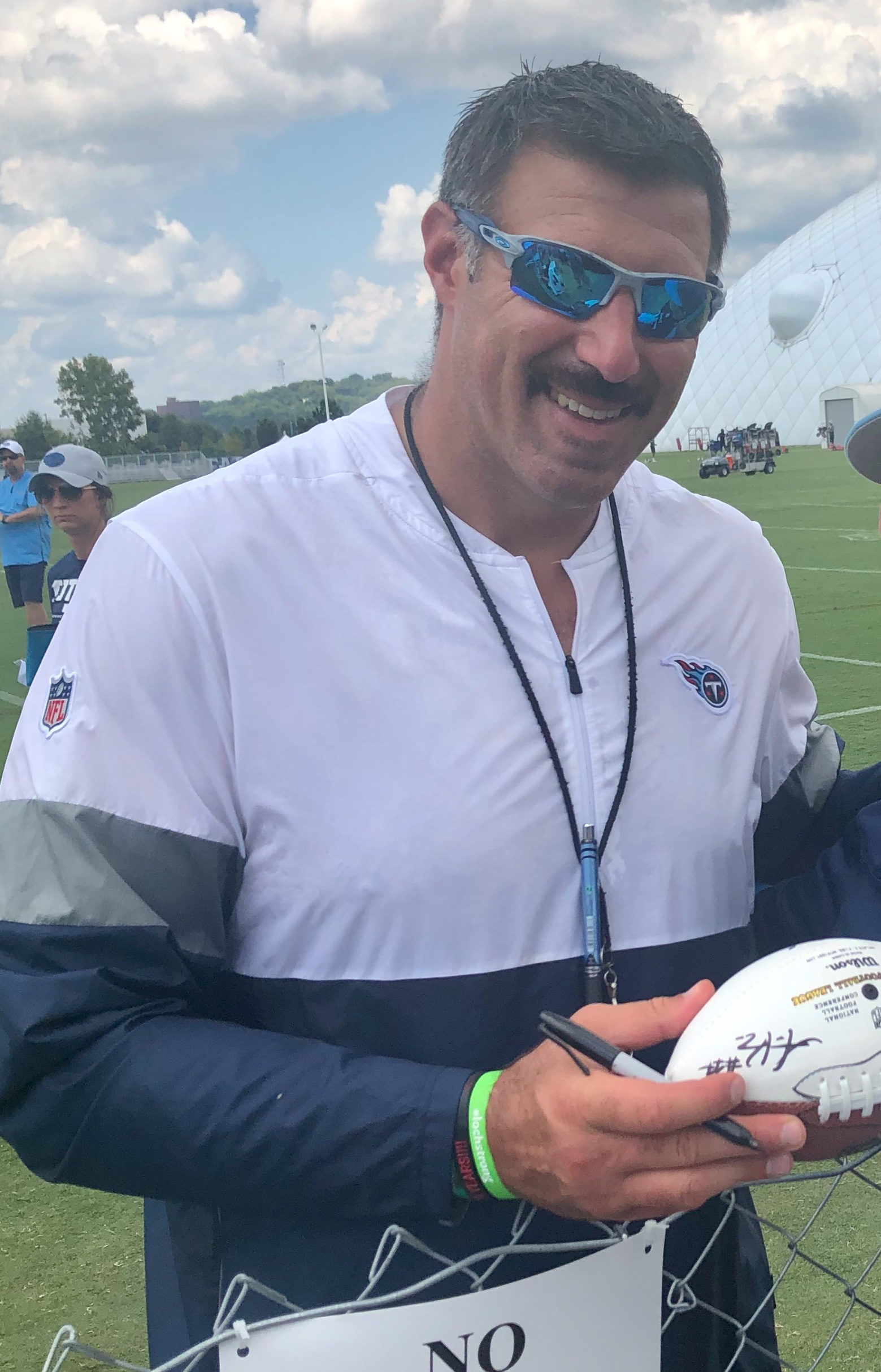
Vrabel alla guida dei Titans

Il 5 gennaio 2020 guida i Tennessee Titans alla vittoria nei play off contro la sua ex squadra dei New England Patriots, battendo il suo ex allenatore Bill Belichick e l'ex compagno di squadra Tom Brady, con cui aveva vinto 3 Super Bowl.
Il 10 febbraio 2022 Vrabel fu premiato come allenatore dell'anno, dopo avere guidato i Titans al miglior record dell'American Football Conference.
Il 9 gennaio 2024, dopo due stagioni chiuse con record negativi, 7-10 nel 2022 e 6-11 nel 2023, Vabrel fu licenziato dai Titans.

### New England Patriots
Il 12 gennaio 2025 Vrabel fu assunto come nuovo capo-allenatore dei New England Patriots.

## Palmarès

### Franchigia
- Super Bowl : 3

New England Patriots: XXXVI, XXXVIII, XXXIX
- American Football Conference Championship: 4

New England Patriots: 2001, 2003, 2004, 2007

### Individuale
- Convocazioni al Pro Bowl: 1

2007
- First-Team All-Pro: 1

2007
- Miglior difensore della settimana della AFC: 1

8ª settimana della stagione 2007
- Formazione ideale del 50º anniversario dei Patriots

### Allenatore
- Allenatore dell'anno: 1

2021

## Statistiche da giocatore

### Regular Season
| Stagione | Squadra  | Partite | Partite | Tackle | Tackle | Tackle | Tackle | Intercetti | Intercetti | Intercetti | Intercetti | Intercetti | Intercetti | Fumble | Fumble | Fumble | Fumble |
| Stagione | Squadra  | GP      | GT      | Comb   | Solo   | Ast    | Sacks  | Int        | Yds        | Avg        | Lng        | TD         | PD         | FF     | FR     | Yds    | TD     |
| -------- | -------- | ------- | ------- | ------ | ------ | ------ | ------ | ---------- | ---------- | ---------- | ---------- | ---------- | ---------- | ------ | ------ | ------ | ------ |
| 1997     | PIT      | 15      | 0       | 17     | 14     | 3      | 1.5    | 0          | 0          | 0.0        | 0          | 0          | 0          | 2      | 1      | 0      | 0      |
| 1998     | PIT      | 11      | 0       | 9      | 6      | 3      | 2.5    | 0          | 0          | 0.0        | 0          | 0          | 0          | 0      | 0      | 0      | 0      |
| 1999     | PIT      | 10      | 0       | 5      | 4      | 1      | 2.0    | 0          | 0          | 0.0        | 0          | 0          | 0          | 1      | 1      | 0      | 0      |
| 2000     | PIT      | 15      | 0       | 5      | 3      | 2      | 1.0    | 0          | 0          | 0.0        | 0          | 0          | 0          | 0      | 1      | 0      | 0      |
| 2001     | NE       | 16      | 12      | 63     | 40     | 23     | 3.0    | 2          | 27         | 13.5       | 15         | 0          | 7          | 0      | 0      | 0      | 0      |
| 2002     | NE       | 16      | 13      | 82     | 58     | 24     | 4.5    | 1          | 0          | 0.0        | 0          | 0          | 4          | 0      | 2      | 0      | 0      |
| 2003     | NE       | 13      | 9       | 52     | 37     | 15     | 9.5    | 2          | 18         | 9.0        | 14         | 0          | 2          | 4      | 1      | 0      | 0      |
| 2004     | NE       | 16      | 15      | 71     | 54     | 17     | 5.5    | 0          | 0          | 0.0        | 0          | 0          | 3          | 0      | 0      | 0      | 0      |
| 2005     | NE       | 16      | 16      | 108    | 73     | 35     | 4.5    | 2          | 23         | 11.5       | 24T        | 1          | 3          | 1      | 0      | 0      | 0      |
| 2006     | NE       | 16      | 16      | 89     | 54     | 35     | 4.5    | 3          | 0          | 0.0        | 2          | 0          | 1          | 3      | 1      | 0      | 0      |
| 2007     | NE       | 16      | 15      | 77     | 55     | 22     | 12.5   | 0          | 0          | 0.0        | 0          | 0          | 0          | 4      | 0      | 0      | 0      |
| 2008     | NE       | 16      | 14      | 62     | 40     | 22     | 4.0    | 1          | 5          | 5.0        | 5          | 0          | 4          | 1      | 1      | 0      | 0      |
| 2009     | KC       | 14      | 14      | 52     | 43     | 9      | 2.0    | 0          | 0          | 0.0        | 0          | 0          | 5          | 2      | 1      | 0      | 0      |
| 2010     | KC       | 16      | 16      | 48     | 30     | 18     | 0.0    | 0          | 0          | 0.0        | 0          | 0          | 1          | 1      | 0      | 0      | 0      |
| Carriera | Carriera | 206     | 140     | 740    | 511    | 229    | 57.0   | 11         | 73         | 6.7        | 24T        | 1          | 30         | 19     | 9      | 0      | 0      |

Nota: fino alla stagione 2000 i tackle non venivano conteggiati come statistica ufficiale.

### Play-off
| Stagione | Squadra  | Partite | Partite | Tackle | Tackle | Tackle | Tackle | Intercetti | Intercetti | Intercetti | Intercetti | Intercetti | Intercetti | Fumble | Fumble | Fumble | Fumble |
| Stagione | Squadra  | GP      | GT      | Comb   | Solo   | Ast    | Sacks  | Int        | Yds        | Avg        | Lng        | TD         | PD         | FF     | FR     | Yds    | TD     |
| -------- | -------- | ------- | ------- | ------ | ------ | ------ | ------ | ---------- | ---------- | ---------- | ---------- | ---------- | ---------- | ------ | ------ | ------ | ------ |
| 1997     | PIT      | 2       | 0       | 1      | 1      | 0      | 1.0    | 0          | 0          | 0.0        | 0          | 0          | 0          | 0      | 0      | 0      | 0      |
| 2001     | NE       | 3       | 3       | 11     | 7      | 4      | 0.0    | 0          | 0          | 0.0        | 0          | 0          | 0          | 0      | 0      | 0      | 0      |
| 2003     | NE       | 3       | 3       | 18     | 15     | 3      | 3.0    | 0          | 0          | 0.0        | 0          | 0          | 1          | 1      | 0      | 0      | 0      |
| 2004     | NE       | 3       | 3       | 14     | 11     | 3      | 2.0    | 0          | 0          | 0.0        | 0          | 0          | 0          | 1      | 1      | 1      | 0      |
| 2005     | NE       | 2       | 2       | 15     | 8      | 7      | 1.0    | 0          | 0          | 0.0        | 0          | 0          | 0          | 0      | 0      | 0      | 0      |
| 2006     | NE       | 3       | 3       | 20     | 15     | 5      | 2.0    | 0          | 0          | 0.0        | 0          | 0          | 1          | 1      | 0      | 0      | 0      |
| 2007     | NE       | 3       | 3       | 6      | 3      | 3      | 0.0    | 0          | 0          | 0.0        | 0          | 0          | 1          | 0      | 1      | 0      | 0      |
| 2010     | KC       | 1       | 1       | 3      | 0      | 3      | 0.0    | 0          | 0          | 0.0        | 0          | 0          | 0          | 0      | 0      | 0      | 0      |
| Carriera | Carriera | 20      | 18      | 88     | 60     | 28     | 9.0    | 0          | 0          | 0.0        | 0          | 0          | 3          | 3      | 2      | 1      | 0      |

## Record come capo-allenatore
| Squadra |        | Stagione regolare | Stagione regolare | Stagione regolare | Stagione regolare | Stagione regolare  | Playoff | Playoff | Playoff                                                          |
| Squadra | Anno   | Vinte             | Perse             | Pareggiate        | %                 | Posizione          | Vinte   | Perse   | Risultato                                                        |
| ------- | ------ | ----------------- | ----------------- | ----------------- | ----------------- | ------------------ | ------- | ------- | ---------------------------------------------------------------- |
| TEN     | 2018   | 9                 | 7                 | 0                 | 56,3              | 3º nella AFC South | -       | -       | -                                                                |
| TEN     | 2019   | 9                 | 7                 | 0                 | 56,3              | 2º nella AFC South | 2       | 1       | Sconfitto nell'AFC Championship Game contro i Kansas City Chiefs |
| TEN     | 2020   | 11                | 5                 | 0                 | 68,8              | 1º nella AFC South | 0       | 1       | Sconfitto nell'AFC Wild Card Game contro i Baltimore Ravens      |
| TEN     | 2021   | 12                | 5                 | 0                 | 70,6              | 1º nella AFC South | 0       | 1       | Sconfitto nell'AFC Divisional Game contro i Kansas City Chiefs   |
| TEN     | 2022   | 7                 | 10                | 0                 | 41,2              | 2º nella AFC South | -       | -       | -                                                                |
| TEN     | 2023   | 6                 | 11                | 0                 | 31,3              | 4º nella AFC South | -       | -       | -                                                                |
| Totale  | Totale | 54                | 45                | 0                 | 54,5              |                    | 2       | 3       |                                                                  |